# Basse-terre de Koura-Araskaïa
 (septembre 2024).
Si vous disposez d'ouvrages ou d'articles de référence ou si vous connaissez des sites web de qualité traitant du thème abordé ici, merci de compléter l'article en donnant les références utiles à sa vérifiabilité et en les liant à la section « Notes et références ».

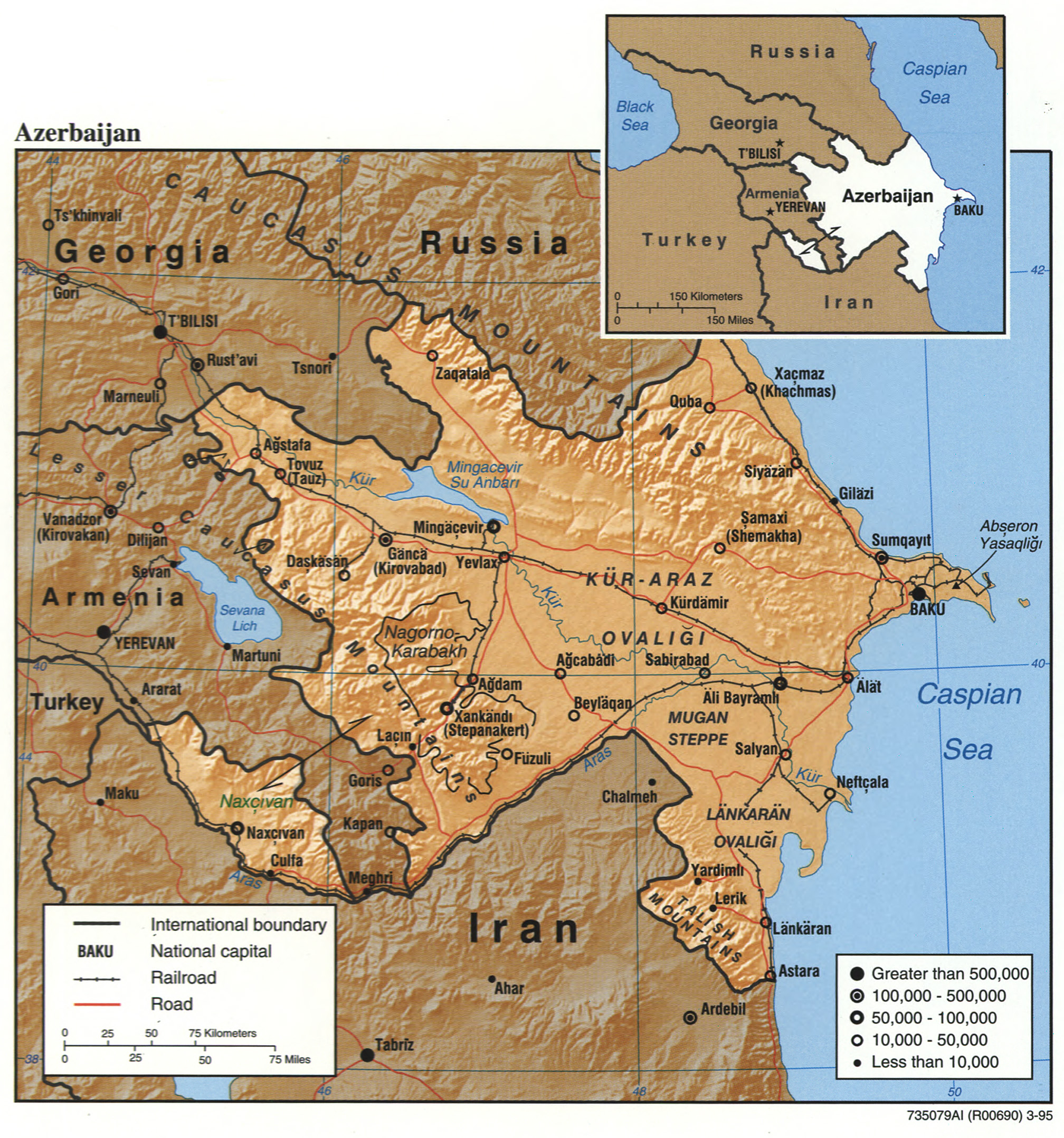
Basse-terre de Koura-Araksaia au centre de la carte de l'Azerbaïdjan.

La Basse-terre de Koura-Araskaia (azéri : Kür-Araz ovalığı) (en russe : Кура-Аракская низменность) est une vaste plaine de faible altitude de la partie centrale de l'Azerbaïdjan, dans la vallée des fleuves Koura et Araxe, situées à l'ouest de la ville de Bakou.

## Géographie
La basse-terre de Koura-Araskaïa est située sur la rive occidentale de la mer Caspienne. Elle a une forme caractéristique avec ses deux larges vallées du fleuve Koura au nord et de son affluent principal l'Araxe au sud. À l'est la faible altitude diminue encore, et la plaine se fond à celle de la Dépression Caspienne baignée par la mer. La basse-terre a une longueur de 250 km, une largeur de 150 km, mais s'agrandit constamment du fait des alluvions déposées par l'érosion en amont. Au nord elle est traversée par la chaîne du Caucase, à l'ouest par le Petit Caucase, au sud par les monts Talish. Plus au sud encore la basse-terre de Lenkoran atteint la ville frontière avec l'Iran : Astara.

## Toponymie
Du fait de leur isolement historique et culturel qui a créé des particularités, des parties plus petites de la grande plaine peuvent encore être distinguées comme : le Karabagh, Mougansk, la steppe de Mil, la steppe de Shirvan.

## Géologie
Ces basses-terres se sont formées à partir d'alluvions accumulées dans les vallées.

## Paysage
Les paysages semi désertiques secs prédominent dans ces basses terres. C'est une zone subtropicale. À l'est dominent les marais et des salines. Dans les terres inondables les arbres les plus répandus sont le saule, le peuplier, l'Orme de Chine.

## Production agricole
Dans les terres irriguées sont cultivés : grenadiers, mandariniers, Diospyros, cerisiers, goyaviers.